# Atolla russelli
Atolla russelli är en manetart som beskrevs av Repelin 1962. Atolla russelli ingår i släktet Atolla och familjen Atollidae. Inga underarter finns listade i Catalogue of Life.